# Dzhumber Kvelashvili
Dzhumber Kvelashvili –en georgiano: ჯუმბერ ყველაშვილი– (10 de abril de 1992) es un deportista georgiano que compite en lucha libre. Ganó una medalla de bronce en los Juegos Europeos de Bakú 2015, en la categoría de 74 kg.

## Palmarés internacional
| Juegos Europeos | Juegos Europeos   | Juegos Europeos   | Juegos Europeos |
| Año             | Lugar             | Medalla           | Categoría       |
| --------------- | ----------------- | ----------------- | --------------- |
| 2015            | Bakú (Azerbaiyán) | Medalla de bronce | 74 kg           |